# Thecla nobilis
Thecla nobilis är en fjärilsart som beskrevs av Herrich-Schäffer 1853. Thecla nobilis ingår i släktet Thecla och familjen juvelvingar. Inga underarter finns listade i Catalogue of Life.